# Танде, Петтер
Петтер Танде (норв. Petter Laukslett Tande род. 11 июня 1985 года в Осло) — известный норвежский двоеборец, чемпион мира.
В Кубке мира Танде дебютировал в 2002 году, в декабре 2005 года одержал свою первую победу на этапе Кубка мира, в масс-старте. Всего на сегодняшний момент имеет 6 побед на этапах Кубка мира, все в личных соревнованиях. Лучшим достижением в итоговом зачёте Кубка мира для Танде является 2-е место в сезоне 2007-08.
На Олимпиаде-2006 в Турине был 4-м в индивидуальной гонке и 6-м в спринте.
На Олимпиаде-2010 в Ванкувере стал 5-м в команде, кроме того занял 17-е место в соревнованиях с нормального трамплина + 10 км, и 6-е место в соревнованиях с большого трамплина + 10 км.
За свою карьеру участвовал в четырёх чемпионатах мира, выиграл золото в команде на чемпионате мира 2005 в немецком Оберстдорфе, кроме этого имеет две бронзы чемпионата мира.
Использует лыжи производства фирмы Fischer.